# Eraserhead
Eraserhead és una pel·lícula de terror de 1977 escrita, dirigida, produïda i editada per David Lynch. La banda sonora de la pel·lícula i el disseny de so van ser creats per Lynch, i inclou peces d'altres músics. Filmada en blanc i negre, Eraserhead és el primer llargmetratge de Lynch després de diversos curtmetratges. Explica la història d'un home que ha de cuidar el seu fill deforme i està localitzada en un paisatge industrial desolat. Hi apareixen els actors Jack Nance, Charlotte Stewart, Jeanne Bates, Judith Anna Roberts, Laurel Near, i Jack Fisk.